# William H. Woodin

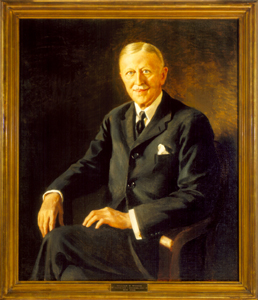
William H. Woodin (Porträt im Finanzministerium, gemalt von Ellen Emmet Rand)

William Hartman Woodin (* 27. Mai 1868 in Berwick, Pennsylvania; † 3. Mai 1934 in New York City) war ein US-amerikanischer Industrieller und als Republikaner Finanzminister der Vereinigten Staaten in der Regierung des Demokraten Franklin D. Roosevelt.

## Berufliche Laufbahn
Nach dem Schulbesuch absolvierte Woodin ein Studium an der Bergbauschule der Columbia University, das er jedoch vor dem Abschluss abbrach. Anschließend war er überwiegend in der Privatwirtschaft tätig und stieg 1922 zum Präsidenten der American Car and Foundry Company auf, einer Gesellschaften von Güterwagen und Eisenbahnwagen. Später war er Vorstandsvorsitzender der American Locomotive Company (Alco), der Montreal Locomotive Works sowie anderer Lokomotivbauwerke. Darüber hinaus war er Direktor der Federal Reserve Bank of New York.

## Finanzminister unter Roosevelt

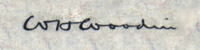
Woodins Unterschrift auf US-$-Banknoten

Nach der Wahl von Franklin D. Roosevelt zum Präsidenten berief dieser Woodin, zuvor einer seiner Hauptunterstützer, am 5. März 1933 als Finanzminister in sein Kabinett. Während seiner Amtszeit war er an mehreren Entscheidungen zur Bekämpfung der Weltwirtschaftskrise beteiligt. Woodin musste insbesondere das Vertrauen der Anleger zurückgewinnen, was ihm insbesondere durch die Einführung von staatlichen Gütesiegeln für die privaten Banken gelang. Zu diesem Zweck wurde auch die staatliche Federal Deposit Insurance Corporation eingeführt. Bedingt durch die Weltwirtschaftskrise rückten die USA während seiner Amtszeit auch von der Deckung des US-Dollar durch Gold, den so genannten Goldstandard, ab.
Aufgrund seiner angeschlagenen Gesundheit musste er jedoch bereits am 31. Dezember 1933 von seinem Ministeramt zurücktreten. Zuvor wurde er bereits während eines Großteils seiner Amtszeit von seinem Unterstaatssekretär Dean Acheson vertreten. Nachfolger als Finanzminister wurde am 1. Januar 1934 Henry Morgenthau, der bereits seit dem 17. November 1933 als amtierender Finanzminister fungiert hatte, nachdem der ursprüngliche Vertreter Acheson zuvor aus Protest gegen einige finanzpolitische Entscheidungen zurückgetreten war.
Ein weiterer Grund für seinen Rücktritt war neben seiner angegriffenen Gesundheit jedoch auch ein Bankskandal, da der Bankenausschuss des US-Senats festgestellt hatte, dass sein Name auf einer Liste von bevorzugten Kunden von JPMorgan Chase auftauchte und ihm eine Reihe von Vorzugsaktien übergeben wurden.